# Classe moyenne européenne
Classe moyenne européenne est un parti politique bulgare.

## Historique
Le parti rompt avec les Patriotes unis en 2020.
Pour les élections législatives bulgares d'avril 2021, le parti fait une alliance avec le VMRO - Mouvement national bulgare. Pour les élections législatives bulgares de juillet 2021, le parti participe à Unification nationale de la droite. Pour les élections législatives bulgares de novembre 2021, le parti cofonde Nous continuons le changement, qu'il quitte en 2024.

## Résultats
| Année   | Voix             | %                | Rang             | Élus    | +/-           | Gouvernement               |
| ------- | ---------------- | ---------------- | ---------------- | ------- | ------------- | -------------------------- |
| 2017    | Au sein des OP   | Au sein des OP   | Au sein des OP   | 0 / 240 | Nv            | Extra-parlementaire        |
| 11/2021 | Au sein de PP    | Au sein de PP    | Au sein de PP    | 4 / 240 | Abs           | Soutien sans participation |
| 2022    | Au sein de PP    | Au sein de PP    | Au sein de PP    | 4 / 240 | en stagnation | Aucun                      |
| 2023    | Au sein de PP-DB | Au sein de PP-DB | Au sein de PP-DB | 1 / 240 | 3             | Soutien sans participation |